# Zabočevo
Zabočevo é uma vila localizada no município de Borovnica na Eslovênia. Possuía uma população estimada de 114 habitantes em 2020.